# Coleophora argandabella
Coleophora argandabella é uma espécie de mariposa do gênero Coleophora pertencente à família Coleophoridae.